# Colegio Sagrados Corazones Recoleta
El Colegio de los Sagrados Corazones Recoleta es una institución escolar privada ubicada en el distrito de La Molina, en la ciudad de Lima, capital del Perú. Fue fundada en 1893, como parte de la misión evangelizadora de la Congregación de los Sagrados Corazones, congregación de derecho pontificio fundada en París en 1800.

## Historia

### Creación
El 23 de septiembre de 1884, a instancias de un grupo numeroso de personas notables de la sociedad limeña, el ministro del Perú en Chile dirigió al sacerdote Julio M, Provincial de las Casas de la Congregación de los Sagrados Corazones en Sudamérica, una solicitud pidiéndole la fundación en Lima de un establecimiento moderno de instrucción. Aceptada la solicitud en principio, el sacerdote se puso en contacto con el entonces Ministro de Justicia Mariano Castro Zaldívar, para lo concerniente a la parte legal del establecimiento, y con la Beneficencia para determinar el área de los terrenos que le ofrecería en venta. Tanto la Beneficencia Pública como Castro Zaldívar favorecieron el proyecto. 
El 20 de febrero de 1885, el entonces Ministro de Gobierno Aliaga y Puente expidió una Resolución Suprema que autorizaba la apertura del colegio. Después, se procedió a la compra de los terrenos necesarios. 
En la Plazuela de la Recoleta, al lado de la refaccionada Iglesia, en un local bastante modesto ocupado antes por el callejón de la Venturosa, empezó a funcionar en 1893 el nuevo Colegio de los Sagrados Corazones.

### Sus inicios
Su primer Rector, el Padre Engelberto Blum, inscribió 22 alumnos en la Sección Primaria con que se iniciaba el Plantel. Varios de ellos destacaron luego en el campo de la política, las letras y otras actividades; entre ellos destacaron: José de la Riva Agüero y Osma, Francisco García Calderón Rey, Ventura García Calderón, Eduardo Barrios Hudtwacker y Juan Bautista de Lavalle.
Además de los cursos estándares, el programa del colegio abarcaba el latín, el inglés y el francés. Las materias más sencillas se enseñaban en francés y los Padres acostumbraban a los alumnos a hablarlo en los recreos a través del "juego de la boule", que consistía en que al alumno que omitía hablar en francés y lo hacía en castellano durante los recreos, se le entregaba una pequeña bola que este podía pasar a otro compañero que cometiera igual "falta": el último en quedar con ella resultaba castigado. 
Al año siguiente, se aumenta el número de estudiantes a 44. En el curso de 1900, año correspondiente a la primera promoción del colegio, y funcionando ya la institución con todos sus cursos de Primaria y Media, aparecen en la matrícula 125 inscritos. Llega a 215 en 1905, y al celebrar las Bodas de Plata en 1918, siendo Superior el Padre Florentino Prat, el colegio cuenta ya con 325 matriculados. Como consecuencia del entusiasmo por el creciente número de alumnos, la Asociación de Antiguos Alumnos se crea en octubre del mismo año. Para ese momento, habían pasado por las aulas cerca de un millar de alumnos, y ya llegaban al colegio las generaciones hijas de aquellas que fundaron el Plantel. En los años posteriores, siguió ininterrumpidamente la progresión ascendente. Actualmente, el colegio sigue funcionando.